# Луцій Юлій Лібон
Луцій Юлій Лібон (*Lucius Iulius Libo, д/н —після 266 до н. е.) — політичний та військовий діяч Римської республіки.

## Життєпис
Походив з патриціанського роду Юліїв. Про родини немає відомостей. Не мав значних статків. Кар'єру зумів зробити завдяки підтримці роду Клавдіїв, зокрема Аппія Клавдія Цека. Втім консулом став вже у похилому віці — у 267 році до н. е. (разом з Марком Атілієм Регулом). разом з колегою провів успішну кампанії проти салентинів. після цього завершили завоювання Апулії та захопили м. Брундізій. За це вони отримали від сенату право на тріумф. Його було відсвятковано у 266 році до н. е. Брав участь в організації управління Італією, зокрема було впроваджено 4 італійських квесторури.

## Родина
Мав сина Луція Юлія Лібона Молодшого, який пошлюбив Цецилію Метеллу Македонік, втім той помер доволі молодим, залишивши сина Нумерія.